# مرد بدون گذشته
مردِ بدون گذشته (به فنلاندی: Mies vailla menneisyyttä) فیلمی فنلاندی در سبک کمدی-درام به نویسندگی و کارگردانی آکی کوریسماکی است که در سال ۲۰۰۲ منتشر شد. این فیلم نامزد جایزه اسکار بهترین فیلم خارجی زبان و نیز برندهٔ جایزه بزرگ در جشنواره فیلم کن ۲۰۰۲ شد.